# Лопух паутинистый
Лопу́х паути́нистый, или Лопух во́йлочный, или Лопух шерсти́стый, или Репе́йник паутинистый (лат. Ārctium tomentōsum), — двулетнее травянистое растение, вид рода Лопух (Arctium) семейства Астровые (Asteraceae). Растение широко распространено в Евразии, как заносное встречается в Северной Америке.

## Распространение
Ареал вида охватывает почти всю Европу, Сибирь, Среднюю Азию, Китай. Как заносное встречается в Северной Америке.

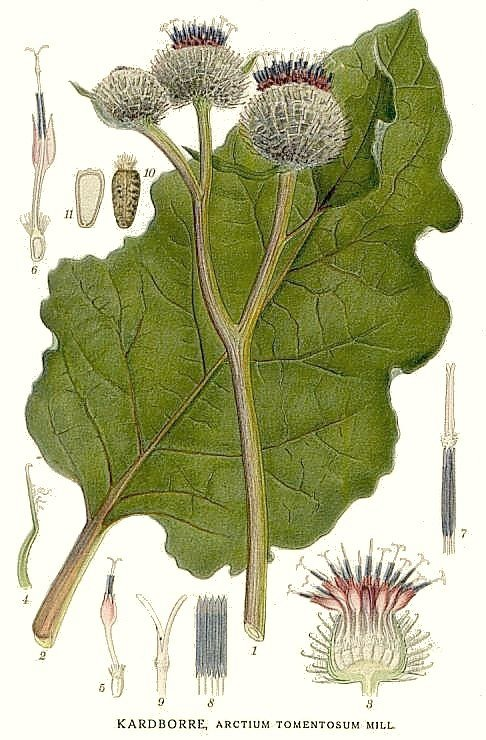
Лопух паутинистый.

В средней полосе России растение является обычным во всех областях, встречается по берегам водоёмов, в ивняках, оврагах, а также на нарушенных землях, связанных с жизнедеятельностью человека — на пустырях, свалках, вдоль дорог, на межах.

## Ботаническое описание
Двулетнее травянистое растение высотой от 60 до 200 см.
Корень мясистый, веретенообразный.

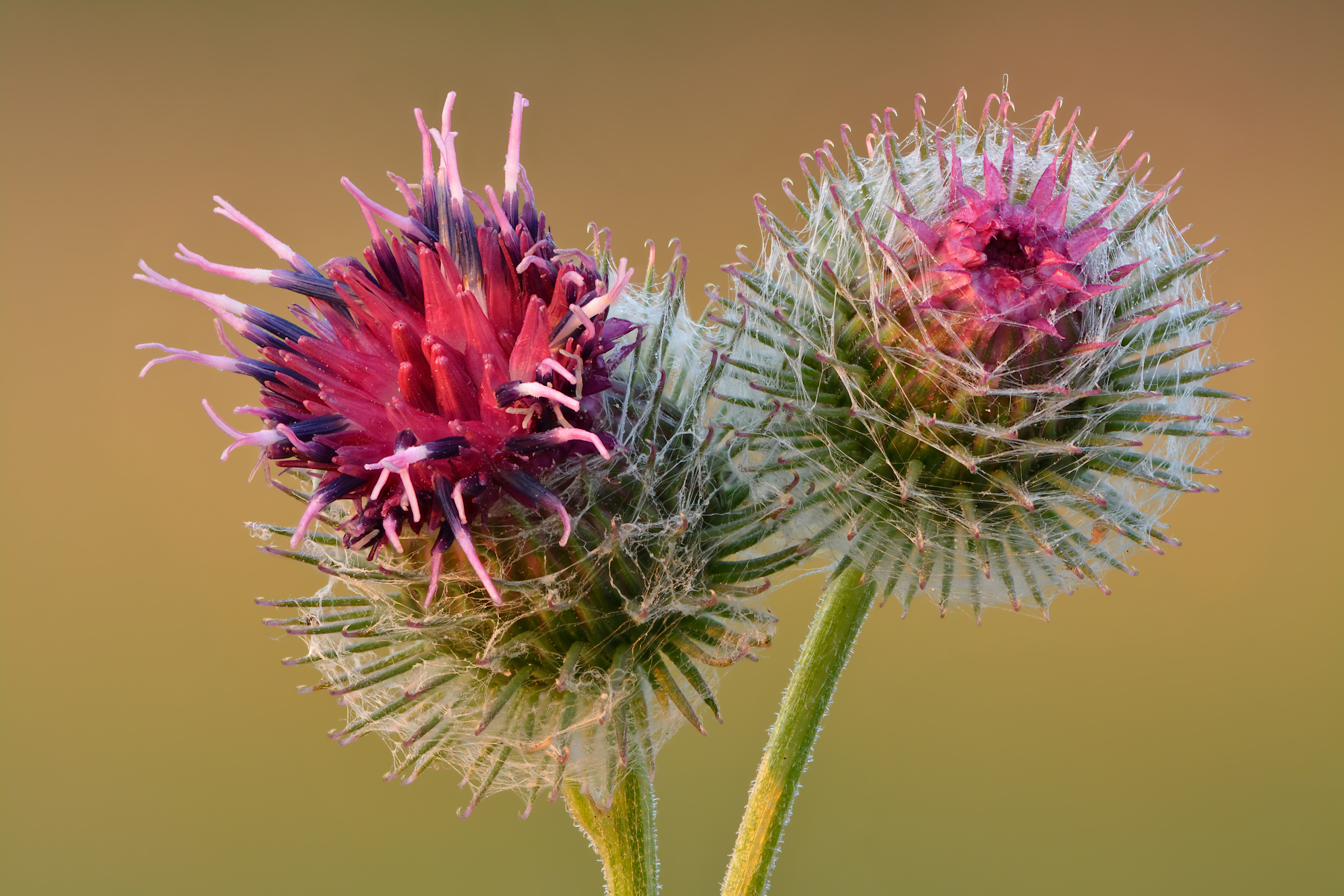
Цветущие корзинки крупным планом

Стебли мощные, зелёной или красноватой окраски, бороздчатые, сильно ветвистые, паутинисто опушённые под соцветиями.
Листья цельные, крупные, яйцевидные.
Соцветия — корзинки диаметром до 2 (2,5) см, собранные на концах ветвей в щитковидные группы (общие соцветия). Корзинки большей частью светло-серые от обильного паутинистого опушения обёрток. Внешние листочки обёртки оканчиваются острым крючком, по этой причине после созревания семян корзинки легко цепляются к шерсти животных. Внутренние листочки обёртки обычно пурпурно окрашены и оканчиваются прямым остриём, по сравнению с внешними они обычно немного расширены. Венчик пурпурный, снаружи железисто опушён.
Плоды — серовато-коричневые или бурые семянки с хорошо выраженными гранями. У семянок имеется короткий паппус (хохолок).
В условиях российской средней полосы растение цветёт в июне—августе, плоды созревают в июле—сентябре.

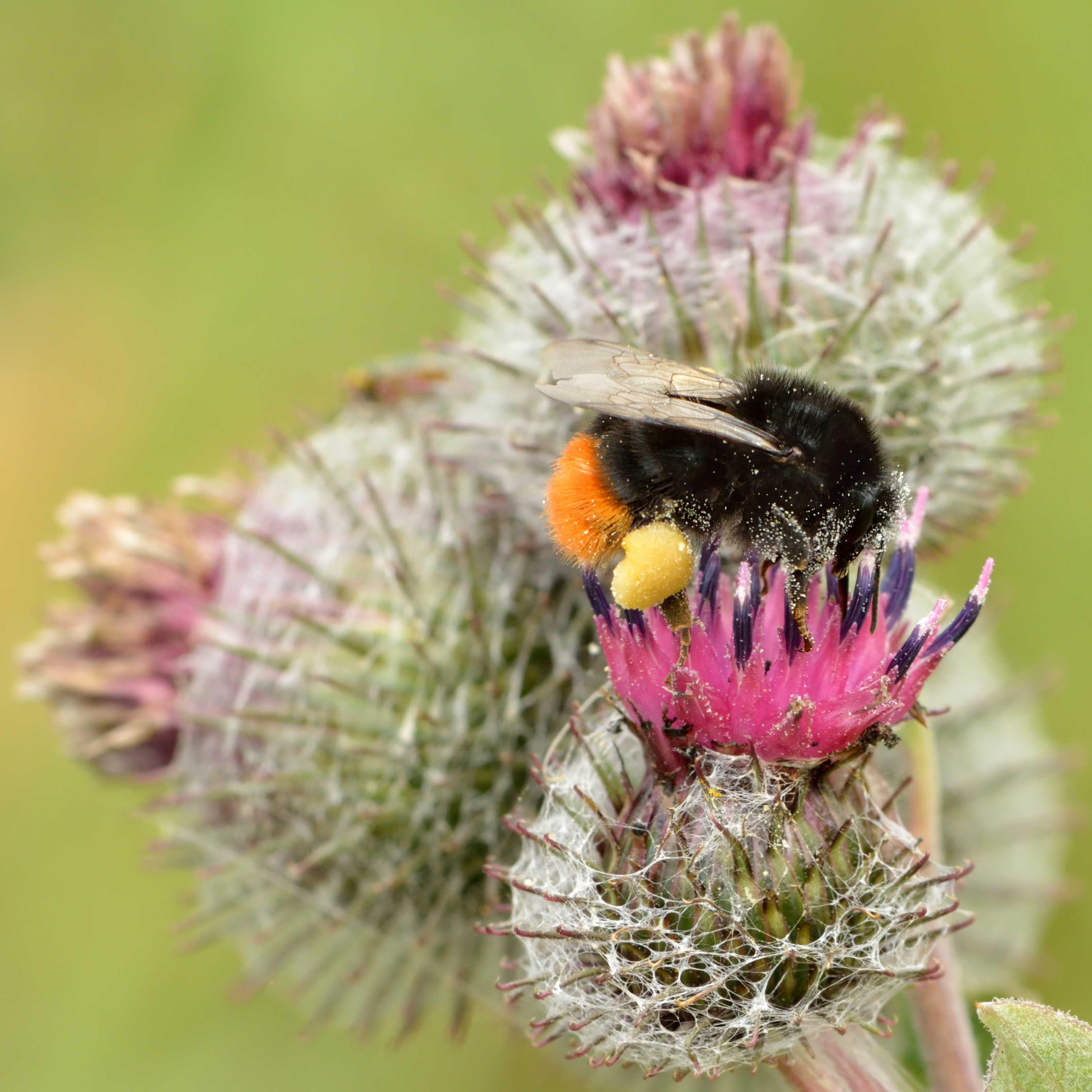
Каменный шмель (Bombus lapidarius) на соцветиях лопуха паутинистого

## Значение и применение
Из корней растения получают репейное масло, используемое в качестве средства для укрепления корней волос.
Молодые стебли растения, очищенные от плотного внешнего слоя, съедобны.
Медонос. Нектаропродуктивность цветка 0,3 мг, растения 12 463 мг. На одном цветоносном побеге насчитывается 42 390 цветков. Продуктивность мёда цветком 0,21 мг, растением 8743 мг. Концентрация сахара около 55 %. Пыльцепродуктивность пыльника 0,1 мг, растения 29 673 мг. В условиях юга Дальнего Востока продуктивность 1 цветка составила 0,119 мг в Приамурье, а на юге Приморья — 0,139 мг. Нектар выделяется в теплую и влажную погоду. Продуктивность нектара чистыми насаждениями 100 кг/га. Мёд тёмно-оливкового цвета, тягучий, с сильным пряным запахом.

## Классификация

### Таксономия[8]
Arctium tomentosum Mill., Gard. Dict., ed. 8. n. 3. 1768 ; Bernh. Syst. Verz. Erf. 154  
Вид Лопух паутинистый относится к роду Лопух  семействa Астровые (Asteraceae) порядка Астроцветные (Asterales). Кладограмма в соответствии с Системой APG IV:
|  |                                      |  |                                   |                                   |                    |  | ещё 10 семейств | ещё 10 семейств |                   |  |  |  | еще 52 подтвержденных и 47 в статусе "непроверенных" видов и инфравидовых таксонов |
|  |                                      |  |                                   |                                   |                    |  | ещё 10 семейств | ещё 10 семейств |                   |  |  |  | еще 52 подтвержденных и 47 в статусе "непроверенных" видов и инфравидовых таксонов |
|  |                                      |  |                                   | порядок Астроцветные              |                    |  |                 |                 | род Лопух         |  |  |  |                                                                                    |
|  |                                      |  |                                   | порядок Астроцветные              |                    |  |                 |                 | род Лопух         |  |  |  |                                                                                    |
|  | отдел Цветковые, или Покрытосеменные |  |                                   |                                   | семейство Астровые |  |                 |                 | Лопух паутинистый |  |  |  |                                                                                    |
|  | отдел Цветковые, или Покрытосеменные |  |                                   |                                   | семейство Астровые |  |                 |                 |                   |  |  |  |                                                                                    |
|  |                                      |  | ещё 63 порядка цветковых растений | ещё 63 порядка цветковых растений |                    |  |                 | ещё 1804 рода   | ещё 1804 рода     |  |  |  |                                                                                    |
|  |                                      |  |                                   | ещё 63 порядка цветковых растений |                    |  |                 |                 | ещё 1804 рода     |  |  |  |                                                                                    |

### Синонимы
- Arctium lappa var. tomentosum  (Mill.) A.Gray
- Arctium leptophyllum  Klokov
- Arctium leptophyllum subsp. leptophyllum
- Arctium tomentosum subsp. tomentosum
- Lappa tomentosa  (Mill.) Lam.

## Гибриды
Лопух паутинистый в условиях близкого произрастания с другими видами рода легко образует гибриды, особенно часто такие растения встречаются на пустырях и вдоль дорог. Для гибридных видов лопуха свойственны промежуточные признаки.
Описаны следующие гибридные виды с участием лопуха паутинистого:
- Лопух сомнительный (Arctium × ambiguum (Čelak.) Nyman) = Arctium lappa × Arctium tomentosum
- Лопух смешанный (Arctium × mixtum (Simonk.) Nyman) = Arctium minus × Arctium tomentosum